# Buzássy Ábel
Buzássy Ábel József (Nagyláng, 1864. január 29. – Pécs, 1929. augusztus 13.) ciszterci szerzetes, paptanár.
| Buzássy Ábel József                       | Buzássy Ábel József                       |
| Kattints az alábbi külső linkek egyikére! | Kattints az alábbi külső linkek egyikére! |
| ----------------------------------------- | ----------------------------------------- |
| Nem található szabad kép.(?)              |                                           |
| külső link · jogvédett                    | Buzássy Ábel József arcképe, rajz.        |

## Élete
Zircen végezte el a teológiát, majd a latin-görög szakot a budapesti egyetemen. 1888-ban szentelték pappá.
1889-től a latin és görög nyelv tanára, valamint házgondnok a pécsi gimnáziumban. 1907-től 1929-ig, haláláig házfőnök és igazgató a Ciszterci Rend Nagy Lajos főgimnáziumában. Bevezette a gimnáziumban a horvát nyelvoktatást, majd horvát tagozatot is szervezett. 1926-ban az intézet első világháborús hősi halottainak emléktáblát állíttatott. Az Erzsébet Tudományegyetemen évekig adott elő latin filológiát. Sokoldalú társadalmi tevékenységet folytatott.
Baranya vármegye szerb megszállásának idején többször letartoztatták, mert nem tett hűségesküt.

## Társasági, közéleti tagságai
- A Pécsi Szentszék ülnöke
- Pécs város törvényhatósági bizottságának tagja
- Az Országos Középiskolai Tanáregyesület tagja
- A Katholikus Középiskolai Tanáregyesület tagja
- A Filológiai Társaság tagja
- A Szent István Társulat tagja
- A Julián Egyesület igazgatója
- A Felsőház póttagja[3]
- A Mecsek Egyesület választmányi tagja (1911-1929)
- A Madárvédő Osztály elnökségi tagja (1907-1929)[4]

## Emlékezete
- Pécsett 1929-1952 között utca viselte a nevét.[2]
- Buzássy Ábel. almanach.pte.hu (Hozzáférés: 2022. január 28.)